# Aniutîne, Letîciv
Aniutîne (în ucraineană Анютине) este un sat în comuna Kozacikî din raionul Letîciv, regiunea Hmelnîțkîi, Ucraina.

## Demografie
Componența lingvistică a localității Aniutîne
     Ucraineană (96%)
     Rusă (4%)
Conform recensământului din 2001, majoritatea populației localității Aniutîne era vorbitoare de ucraineană (96%), existând în minoritate și vorbitori de rusă (4%).